# BMX-gänget slår till!
BMX-gänget slår till! (originaltitel: BMX Bandits) är en australisk barnfilm från 1983, som är mest känd för att det var Nicole Kidmans första större långfilm. Filmen nominerades för fyra utmärkelser av Australiska Filminstitutet.

## Handling
Filmen följer två unga BMX-cyklister, P.J. (Angelo D'Angelo) och Goose (James Lugton), samt deras tjejkompis Judy (Nicole Kidman), på olika äventyr runt Sydney.

## Rollista
| David Argue     | – Whitey    |
| John Ley        | – Moustache |
| Nicole Kidman   | – Judy      |
| Angelo D'Angelo | – P.J.      |
| James Lugton    | – Goose     |